# E36
La ruta europea E36 és una carretera que forma part de la Xarxa de carreteres europees. Comença a Berlín (Alemanya) i finalitza a Bolesławiec (Polònia). Té una longitud de 240 km. Té una orientació d'est a oest i passa per Alemanya i Polònia.